# Huygens (supercomputer)
Huygens was de naam van een supercomputer die bij SARA Nationaal HPC Centrum in 2007 in gebruik genomen werd.  De computer was vernoemd naar Christiaan Huygens (een Nederlands astronoom, wis- en natuurkundige) en zijn vader Constantijn Huygens (een Nederlands geleerde, diplomaat, componist en dichter).

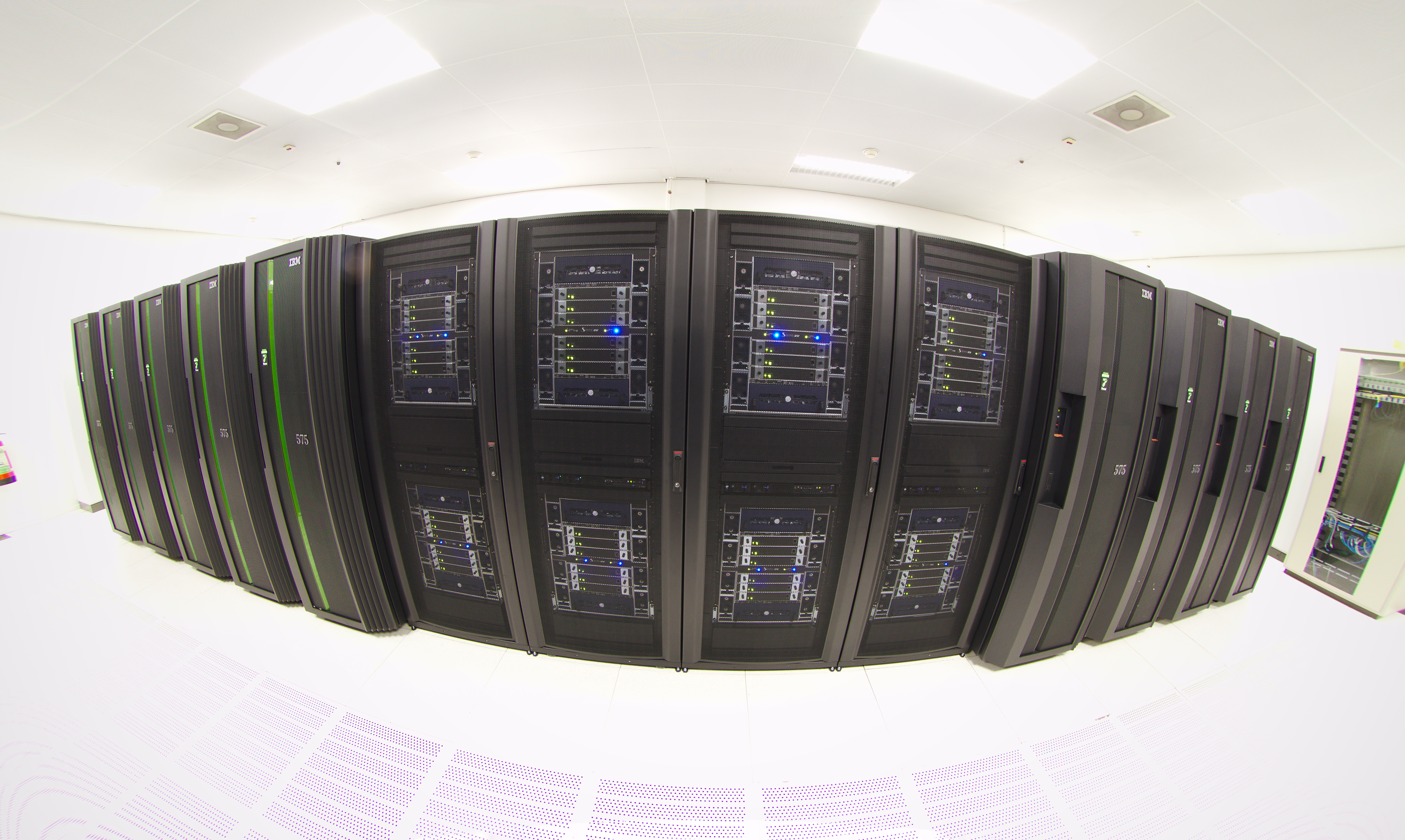
national supercomputer Huygens

De Huygens werd op 13 juni 2007 formeel in gebruik genomen door de toenmalige Amsterdamse burgemeester Job Cohen en de voorzitter van de Nederlandse Organisatie voor Wetenschappelijk Onderzoek (NWO).  Echter, de Huygens was pas volledig operationeel halverwege 2008, en kreeg meer dan 3000 IBM next-generation POWER6 processoren. Hij heeft hiermee een verwerkingssnelheid van ongeveer 60 Teraflops. De computer zal een werkgeheugen hebben van 15 terabyte en een opslagcapaciteit van 800 terabyte. De Huygens is hiermee een goede subtopper op het gebied van supercomputers.  Aanschaf en onderhoud voor de Huygens kost 30 miljoen euro en wordt door IBM verzorgd.  Financier van het project is de Nederlandse Organisatie voor Wetenschappelijk Onderzoek (NWO).  De computer staat opgesteld in het Science Park Amsterdam.
Als interimoplossing was in 2007 een 14.6 Teraflops POWER5+ systeem neergezet, gebaseerd op de IBM System p5-575 nodes. Dit systeem was operationeel voor gebruikers in augustus 2007. Midden 2008 is dit systeem vervangen door het uiteindelijke systeem gebaseerd op 104 IBM System p-575 nodes met POWER6 processoren.
De geschatte (economische) levensduur van het project was vijf tot zes jaar.